# 森本和夫
森本 和夫（もりもと かずお、1927年12月6日 - 2012年10月1日）は、日本のフランス文学者、翻訳家、道元研究家。東京大学名誉教授。

## 経歴
出生から修学期
1927年、奈良県で生まれた。東京府立第十一中学校（現・東京都立江北高等学校）を経て、東京大学文学部仏文科に進学。同大学大学院に進み、博士課程を中退。
フランス文学研究者として
1960年、東京大学教養学部助教授に就き、フランス語を講じた。のち教授昇格。1988年に東京大学を定年退官し、名誉教授となった。2012年に死去。

## 受賞・栄典
- 2008年：瑞宝中綬章を受章。

## 研究内容・業績
専門はフランス文学ならびにフランス思想であり、はじめサルトルなど実存主義に始まり、メルロ＝ポンティ、ロラン・バルト、ジャック・デリダなどを日本に紹介した。その後、フランス思想との関連から道元へと関心を深め、『正法眼蔵』の読解を行なっている。また、禅をヨーロッパに広めたことで知られる弟子丸泰仙の手引きで坐禅の道にも入った。
評論家としても多数の著作を残し、結婚否定論者でもあった。主な門下生に足立和浩がいる。

## 著作
著書
- 『文学者の主体と現実』現代思潮社 1960
- 『存在の破砕』現代思潮社 1964
- 『家庭無用論 現代にとって家庭とは何か』三一書房(三一新書) 1966
- 『実存主義とマルクス主義』現代思潮社 1967
- 『文学の主体と現実』現代思潮社 1969
- 『沈黙のエロス：評論集』現代思潮社 1970
- 『超家庭への透視：家庭無用論』現代思潮社 1971
- 『道元とサルトル：「存在」と「無」の哲学』講談社現代新書 1974
- 『沈黙の言語』東京大学出版会(UP選書) 1976
- 『反西洋と非西洋』春秋社 1981
- 『道元を読む』春秋社 1982
- 『正法眼蔵花開いて世界起る』大蔵出版 1982
- 『海と空と光と（正法眼蔵講読 1）』春秋社 1983
- 『鏡と時と夢と（正法眼蔵講読 2）』春秋社 1984
- 『正法眼蔵入門』朝日選書 1985
- 『禅のすすめ：道元に学ぶ』潮文社 1986
- 『正法眼蔵を読む』春秋社） 1988
- 『デリダから道元へ：<脱構築>と<身心脱落> 』福武ブックス 1989
  - 文庫化 ちくま学芸文庫 1999
- 『『正法眼蔵』読解』(全10巻) 筑摩書房 2003-2005[1]
  - 文庫版 ちくま学芸文庫　2003-2005

共編著
- 『ことばと世界 共同討議』栗田勇・中村雄二郎共著、新潮社 1971
- 『道元』(思想大系 17,思想篇 11) 同朋舎出版 1995

### 訳書
- 『ヒューマニズムとテロル』モーリス・メルロ=ポンティ著、現代思潮社 1959
- 『マルクス主義と実存主義』編訳、人文書院 1963
- 『エロスの涙』ジョルジュ・バタイユ著、現代思潮社 1964
  - 文庫化 ちくま学芸文庫　2001
- 『弁証法的理性批判 第1巻 実践的総体の理論 第2』(サルトル全集 27) 平井啓之共訳、人文書院 1965
- 『零度の文学』ロラン・バルト著、現代思潮社 1965
  - 改題文庫化『エクリチュールの零度』ちくま学芸文庫 1999
- 『婚姻の原理：結婚を超えるための結婚論集』編訳、現代思潮社 1971
- 『疎外と工業社会』フランソワ・ペルー著、紀伊国屋書店 1971
- 『正法眼蔵』(日本の古典 12,道元) 河出書房新社 1973
- 『シュールレアリスム宣言集』アンドレ・ブルトン著、現代思潮社 1975
- 『Satori体験：フランス人の参禅記』ジャック・ブロス（フランス語版）著、ティビーエス・ブリタニカ 1980
- 『迷える心を超えて：フランスからの禅入門』ロラン・レッシュ（フランス語版）著、河出書房新社） 1998
- 『言葉にのって』ジャック・デリダ著、林好雄・本間邦雄共訳、ちくま学芸文庫） 2001
- 『ニーチェは、今日?』ジャック・デリダ, ジル・ドゥルーズ, ジャン・フランソワ・リオタール, ピエール・クロソウスキー著、林好雄・本間邦雄共訳、ちくま学芸文庫 2002

### アンリ・ルフェーヴル
- 『マルクス主義の現実的諸問題』アンリ・ルフェーヴル著、現代思潮社 1958
- 『総和と余剰』第1、5、6部（ルフェーヴル著、現代思潮社 1959-1961
- 『都市への権利』ルフェーヴル著、筑摩叢書 1969
  - 文庫化 ちくま学芸文庫 2011
- 『『五月革命』論 突入：ナンテールから絶頂へ』ルフェーヴル著、筑摩書房 1969
- 『現代世界における日常生活』ルフェーヴル著、現代思潮社 1970